# Cal Vicari
Cal Vicari és una masia de Riudarenes (Selva) inclosa a l'Inventari del Patrimoni Arquitectònic de Catalunya.

## Descripció
És una senzilla construcció de planta rectangular, dos pisos i golfes, amb teulada a dues vessants amb caiguada a la façana. El portal és rectangular amb llinda monolítica que porta inscrita la data de 1790. Les finestres del primer pis tenen llinda de fusta. Adossat a la façana hi ha un banc de pedra i una jardinera d'obra que flanquejen la porta. El parament és arrebossat i pintat de rosa exceptuant el cos agefit que és de pedra vista. Al costat dret apareix un plafó de ceràmica vidirada, col·locat fa pocs anys, amb el nom de la casa: "Cal Vicari". Al darrere hi ha contraforts, un cos afegit i el forn. L'interior es conserva perfectament i pràcticament no ha sofert reformes. Els forjats són els originals amb bigues de fusta i el paviment de tova.
A la part dreta del darrere de la casa, hi ha una construcció aïllada de planta rectangular, dos pisos amb decoració de ceràmica vidriada i teulada a dues vessants, amb caigua lateral que és de factura molt recent i té la funció d'estudi. En el seu lloc podia haver-hi hagut un petit paller però no en queda cap vestigi.